# Natação nos Jogos Olímpicos de Verão de 2012 - 200 m medley masculino

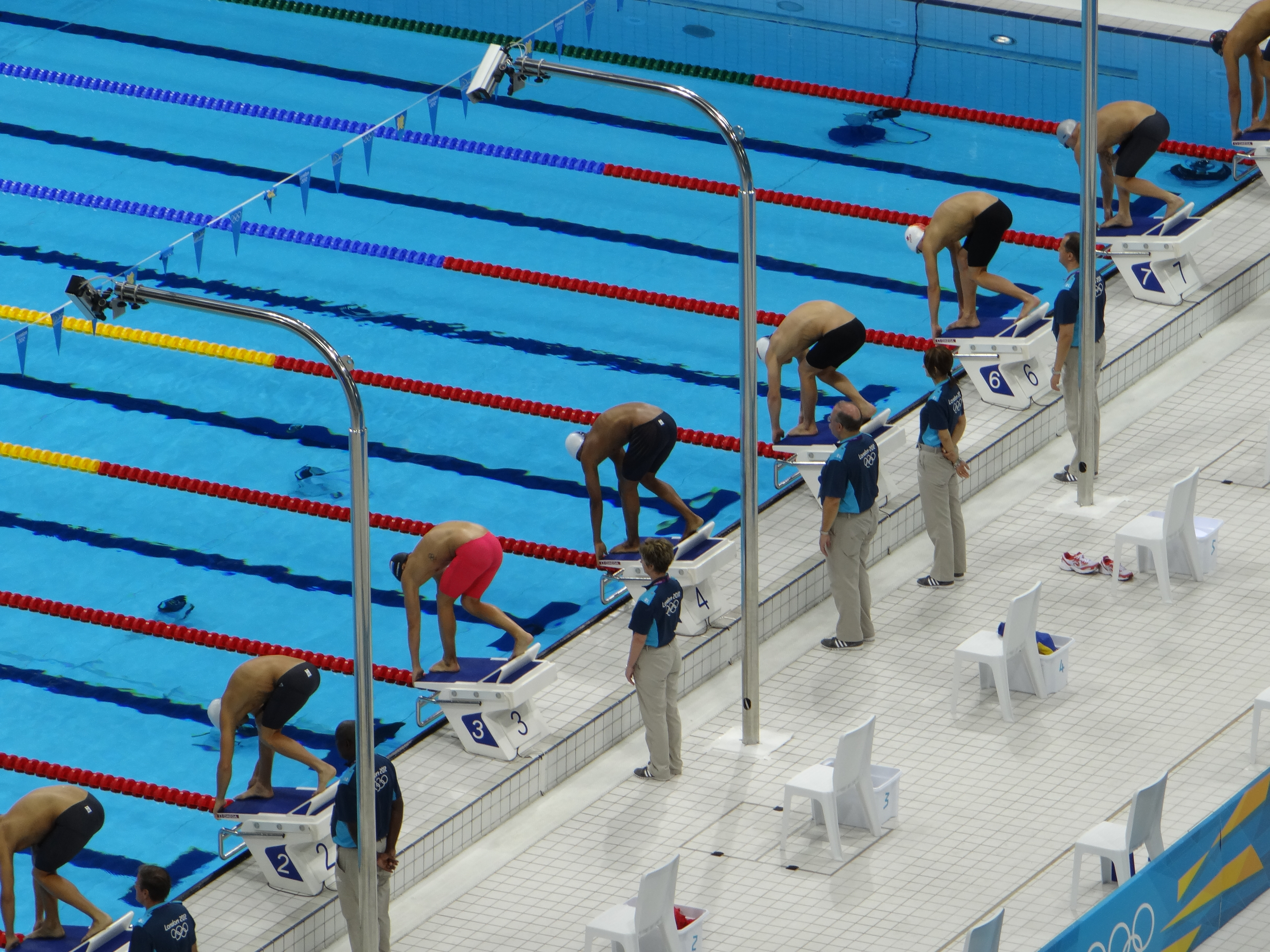
Segunda bateria das eliminatórias dos 200 m medley.

A competição dos 200 metros medley masculino da natação nos Jogos Olímpicos de Verão de 2012 foi disputada nos dias 1 e 2 de agosto no Centro Aquático de Londres.

## Medalhistas
| Ouro   | USA Michael Phelps |
| Prata  | USA Ryan Lochte    |
| Bronze | HUN László Cseh    |

## Recordes
Antes desta competição, os recordes mundiais e olímpicos da prova eram os seguintes:
| Tipo | Atleta         | Tempo   | Local  | Data                 |
| ---- | -------------- | ------- | ------ | -------------------- |
|      | Ryan Lochte    | 1:54.00 | Xangai | 28 de julho de 2011  |
|      | Michael Phelps | 1:54.23 | Pequim | 15 de agosto de 2008 |

## Resultados

### Eliminatórias
| Pos. | Elim. | Raia | Nadador             | CON                      | Tempo   | Notas            |
| ---- | ----- | ---- | ------------------- | ------------------------ | ------- | ---------------- |
| 1    | 3     | 4    | László Cseh         | HUN Hungria              | 1:57.20 | Q                |
| 2    | 5     | 4    | Ryan Lochte         | USA Estados Unidos       | 1:58.03 | Q                |
| 3    | 4     | 3    | Kosuke Hagino       | JPN Japão                | 1:58.22 | Q                |
| 4    | 4     | 4    | Michael Phelps      | USA Estados Unidos       | 1:58.24 | Q                |
| 5    | 5     | 5    | Thiago Pereira      | BRA Brasil               | 1:58.31 | Q                |
| 6    | 3     | 5    | James Goddard       | GBR Grã-Bretanha         | 1:58.56 | Q                |
| 7    | 5     | 3    | Markus Deibler      | GER Alemanha             | 1:58.61 | Q                |
| 8    | 4     | 5    | Markus Rogan        | AUT Áustria              | 1:58.66 | Q                |
| 9    | 4     | 6    | Ken Takakuwa        | JPN Japão                | 1:58.82 | Q                |
| 10   | 5     | 7    | Henrique Rodrigues  | BRA Brasil               | 1:59.37 | Q                |
| 11   | 3     | 2    | Chad le Clos        | RSA África do Sul        | 1:59.45 | Q                |
| 12   | 5     | 8    | Gal Nevo            | ISR Israel               | 1:59.56 | Q                |
| 13   | 5     | 6    | Daniel Tranter      | AUS Austrália            | 1:59.70 | Q                |
| 14   | 5     | 1    | Vytautas Janušaitis | LTU Lituânia             | 1:59.84 | Q                |
| 15   | 3     | 3    | Joe Roebuck         | GBR Grã-Bretanha         | 2:00.04 | Q                |
| 16   | 2     | 6    | Andrew Ford         | CAN Canadá               | 2:00.28 | Q                |
| 17   | 2     | 3    | Raphaël Stacchiotti | LUX Luxemburgo           | 2:00.38 |                  |
| 18   | 3     | 1    | Diogo Carvalho      | POR Portugal             | 2:00.40 |                  |
| 19   | 3     | 8    | Marcin Cieślak      | POL Polônia              | 2:00.45 |                  |
| 20   | 4     | 8    | Federico Turrini    | ITA Itália               | 2:00.63 |                  |
| 21   | 3     | 7    | Darian Townsend     | RSA África do Sul        | 2:00.67 |                  |
| 22   | 2     | 4    | Bradley Ally        | BAR Barbados             | 2:00.85 |                  |
| 23   | 3     | 6    | Wang Shun           | CHN China                | 2:00.85 |                  |
| 24   | 2     | 5    | Alexander Tikhonov  | RUS Rússia               | 2:01.00 |                  |
| 25   | 2     | 7    | Martin Liivamägi    | EST Estônia              | 2:01.09 |                  |
| 26   | 2     | 1    | Andreas Vazaios     | GRE Grécia               | 2:01.23 |                  |
| 27   | 4     | 2    | Philip Heintz       | GER Alemanha             | 2:01.32 |                  |
| 28   | 2     | 8    | David Karasek       | SUI Suíça                | 2:01.35 | Recorde nacional |
| 29   | 2     | 2    | Taki M'Rabet        | TUN Tunísia              | 2:01.41 |                  |
| 30   | 4     | 1    | Wu Peng             | CHN China                | 2:01.43 |                  |
| 31   | 4     | 7    | Jayden Hadler       | AUS Austrália            | 2:01.54 |                  |
| 32   | 1     | 5    | Jung Won-Yong       | KOR Coreia do Sul        | 2:03.33 |                  |
| 33   | 1     | 4    | Maksym Shemberev    | UKR Ucrânia              | 2:03.40 |                  |
| 34   | 1     | 3    | Nuttapong Ketin     | THA Tailândia            | 2:03.91 |                  |
| 35   | 5     | 2    | Dávid Verrasztó     | HUN Hungria              | 2:04.53 |                  |
| 36   | 1     | 6    | Ensar Hajder        | BIH Bósnia e Herzegovina | 2:05.70 |                  |

### Semifinal

#### Semifinal 1
| Pos. | Raia | Nadador             | CON                | Tempo   | Notas |
| ---- | ---- | ------------------- | ------------------ | ------- | ----- |
| 1    | 4    | Ryan Lochte         | USA Estados Unidos | 1:56.13 | Q     |
| 2    | 5    | Michael Phelps      | USA Estados Unidos | 1:57.11 | Q     |
| 3    | 3    | James Goddard       | GBR Grã-Bretanha   | 1:58.49 | Q     |
| 4    | 7    | Gal Nevo            | ISR Israel         | 1:59.17 |       |
| 5    | 2    | Henrique Rodrigues  | BRA Brasil         | 1:59.58 |       |
| 6    | 1    | Vytautas Janušaitis | LTU Lituânia       | 2:00.13 |       |
| 7    | 8    | Andrew Ford         | CAN Canadá         | 2:01.58 |       |
| 08   | 6    | Markus Rogan        | AUT Áustria        | DSQ     |       |

#### Semifinal 2
| Pos. | Raia | Nadador        | CON               | Tempo   | Notas |
| ---- | ---- | -------------- | ----------------- | ------- | ----- |
| 1    | 4    | László Cseh    | HUN Hungria       | 1:56.74 | Q     |
| 2    | 3    | Thiago Pereira | BRA Brasil        | 1:57.45 | Q     |
| 3    | 5    | Kosuke Hagino  | JPN Japão         | 1:57.95 | Q     |
| 4    | 2    | Ken Takakuwa   | JPN Japão         | 1:58.31 | Q     |
| 5    | 7    | Chad le Clos   | RSA África do Sul | 1:58.49 | WD    |
| 6    | 6    | Markus Deibler | GER Alemanha      | 1:58.88 | Q     |
| 7    | 8    | Joe Roebuck    | GBR Grã-Bretanha  | 1:59.57 |       |
| 8    | 1    | Daniel Tranter | AUS Austrália     | 2:00.46 |       |

### Final
| Pos.              | Raia | Nadador        | CON                | Tempo   | Notas |
| ----------------- | ---- | -------------- | ------------------ | ------- | ----- |
| Medalha de ouro   | 3    | Michael Phelps | USA Estados Unidos | 1:54.27 |       |
| Medalha de prata  | 4    | Ryan Lochte    | USA Estados Unidos | 1:54.90 |       |
| Medalha de bronze | 5    | László Cseh    | HUN Hungria        | 1:56.22 |       |
| 4                 | 6    | Thiago Pereira | BRA Brasil         | 1:56.74 |       |
| 5                 | 2    | Kosuke Hagino  | JPN Japão          | 1:57.35 |       |
| 6                 | 7    | Ken Takakuwa   | JPN Japão          | 1:58.53 |       |
| 7                 | 1    | James Goddard  | GBR Grã-Bretanha   | 1:59.05 |       |
| 8                 | 8    | Markus Deibler | GER Alemanha       | 1:59.10 |       |

Legenda
| Recorde mundial      | Recorde mundial (World record)               |                       | Recorde africano                      | Recorde africano (African) |                                           | Q | Classificado por posição (Qualified) |
| Recorde olímpico     | Recorde olímpico (Olympic record)            | Recorde da América    | Recorde da América (Americas)         | q                          | Classificado por melhor tempo (Qualified) |   |                                      |
| Melhor marca do ano  | Melhor marca do ano (World leading)          | Recorde asiático      | Recorde asiático (Asian)              | DNS                        | Não largou (Did not start)                |   |                                      |
| Recorde nacional     | Recorde nacional (National record)           | Recorde europeu       | Recorde europeu (European)            | DNF                        | Não terminou (Did not finish)             |   |                                      |
| Recorde pessoal      | Recorde pessoal do atleta (Personal best)    | Recorde da Oceania    | Recorde da Oceania (Oceania)          | DSQ / DQ                   | Desclassificado (Disqualified)            |   |                                      |
| Recorde da temporada | Recorde da temporada do atleta (Season best) | Recorde sul-americano | Recorde sul-americano (South America) | NM                         | Sem marca (No mark)                       |   |                                      |